# NGC 408
NGC 408 је појединачна звезда у сазвежђу Рибе која се налази на NGC листи објеката дубоког неба.
Деклинација објекта је + 33° 9' 8" а ректасцензија 1h 10m 51,0s. Привидна величина (магнитуда) објекта NGC 408 износи 13,5 а фотографска магнитуда 14,3.